# Nydyse luddermannia
Nydyse luddermannia är en bäcksländeart som beskrevs av Navás 1933. Nydyse luddermannia ingår i släktet Nydyse och familjen Gripopterygidae. Inga underarter finns listade i Catalogue of Life.